# Dąbrówka Pniowska
Dąbrówka Pniowska [pronunciación en polaco: /dɔmˈbrufka ˈpɲɔfska/] es un pueblo ubicado en el distrito administrativo de Gmina Radomyśl nad Sanem, dentro del Condado de Stalowa Wola, Voivodato de Subcarpacia, en el sur de Polonia oriental. Se encuentra aproximadamente a 9 kilómetros al noroeste de Radomyśl nad Sanem, a 22 kilómetros al noroeste de Stalowa Wola, y a 79 kilómetros al norte de la capital regional Rzeszów.
El pueblo tiene una población de 353 habitantes.